# Smerekiv, Jovkva
Smerekiv (în ucraineană Смереків) este localitatea de reședință a comunei Smerekiv din raionul Jovkva, regiunea Liov, Ucraina.

## Demografie
Componența lingvistică a localității Smerekiv
     Ucraineană (100%)
Conform recensământului din 2001, toată populația localității Smerekiv era vorbitoare de ucraineană (100%).